# Монасид
Монасид (англ. Monaseed; ирл. Móin na Saighead, «заболоченная местность кремнёвых стрел») — деревня в Ирландии, находится в графстве Уэксфорд (провинция Ленстер).